# Niágara (casta de uva)
Niágara é uma cultivar da espécie de uva Vitis labrusca. É uma variedade muito resistente a doenças.

## História
Foi selecionada a partir do cruzamento das castas Concord e Cassady, no Condado de Niagara, no estado de Nova Iorque, nos Estados Unidos em 1868. Expandiu-se por esse país e, em 1894, foi introduzida no estado de São Paulo, no Brasil. Desse estado, espalhou-se pelo resto do país. 

### Niágara rosada
Uma mutação somática sua, a Niágara rosada, surgiu em 1933, em Jundiaí, no estado de São Paulo, no Brasil. Essa variedade substituiu em grande parte o consumo da Niágara tradicional como uva de mesa, em virtude de sua coloração rosada mais atraente.

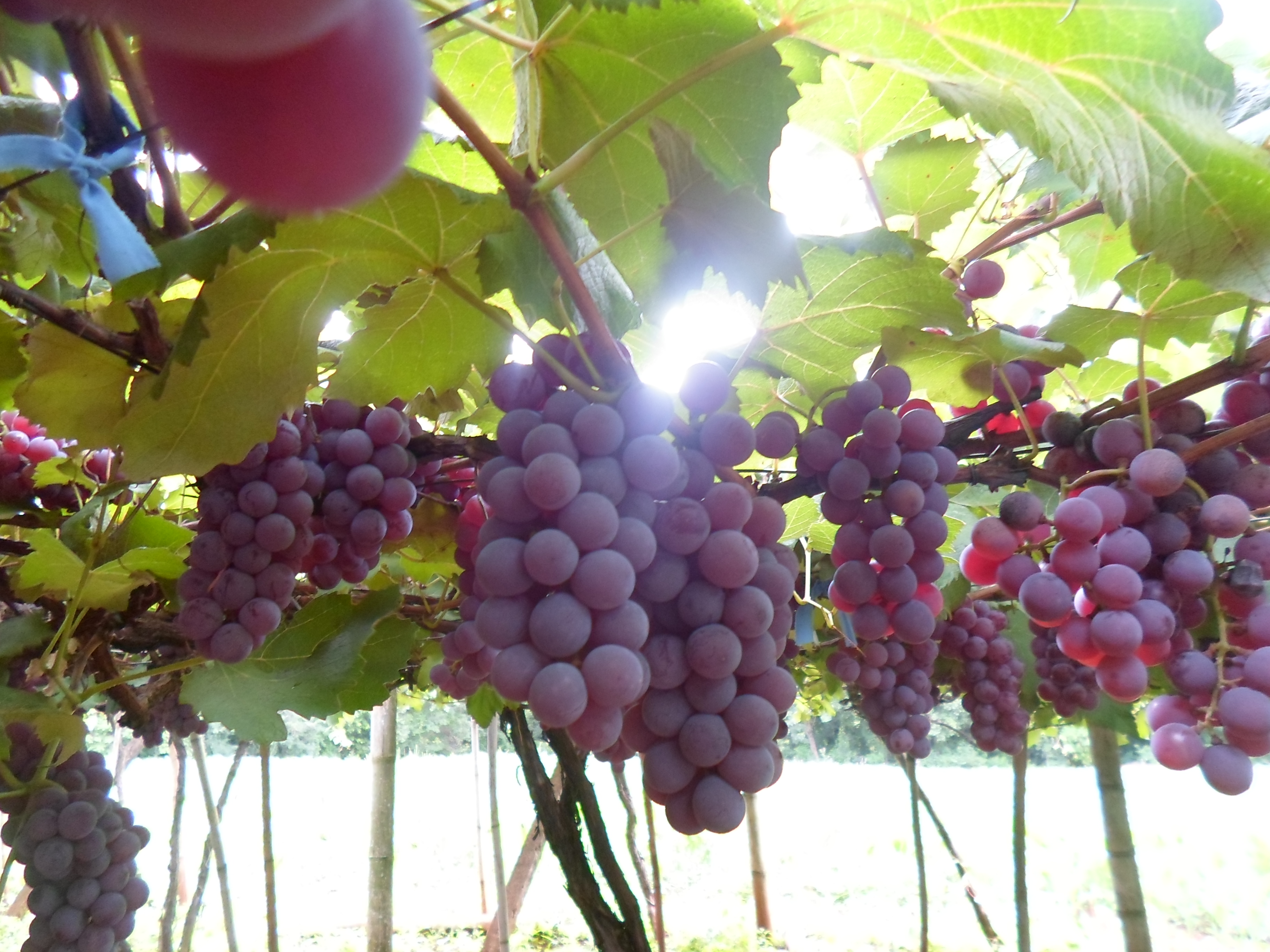
Uva Niágara.

## Utilização
Além do consumo in natura, é utilizada na produção de vinhos e sucos.